# Aphelinus
Aphelinus es un género de avispas parasitoides. Varias de las especies son de gran importancia ya que parasitan a insectos que pueden ser plagas en los cultivos tal como el pulgón de la soja que es parasitado por Aphelinus certus o el pulgón ruso del trigo parasitado por Aphelinus albipodus, A. asychis, y A. varipes.
Se han descrito unas 100 especies de este género.

## Lista incompleta de especies
- Aphelinus abdominalis Dalman
- Aphelinus albipodus Hayat & Fatima
- Aphelinus asychis Walker
- Aphelinus certus
- Aphelinus lapisligni Howard
- Aphelinus mali Haldeman
- Aphelinus varipes Foerster